# 昌盛乡 (克东县)
昌盛乡，是中华人民共和国黑龙江省齐齐哈尔市克东县下辖的一个乡镇级行政单位。

## 行政区划
昌盛乡下辖以下地区：
翻身村、互助村、山河村、安全村、保胜村、保国村、保安村、太平村、红光村、民富村、民主村、民安村、兴龙村、东龙村和东兴村。